# Oakdale, New York
Oakdale är en ort i Suffolk County i delstaten New York, USA.